# Daschi Balschanowitsch Namdakow

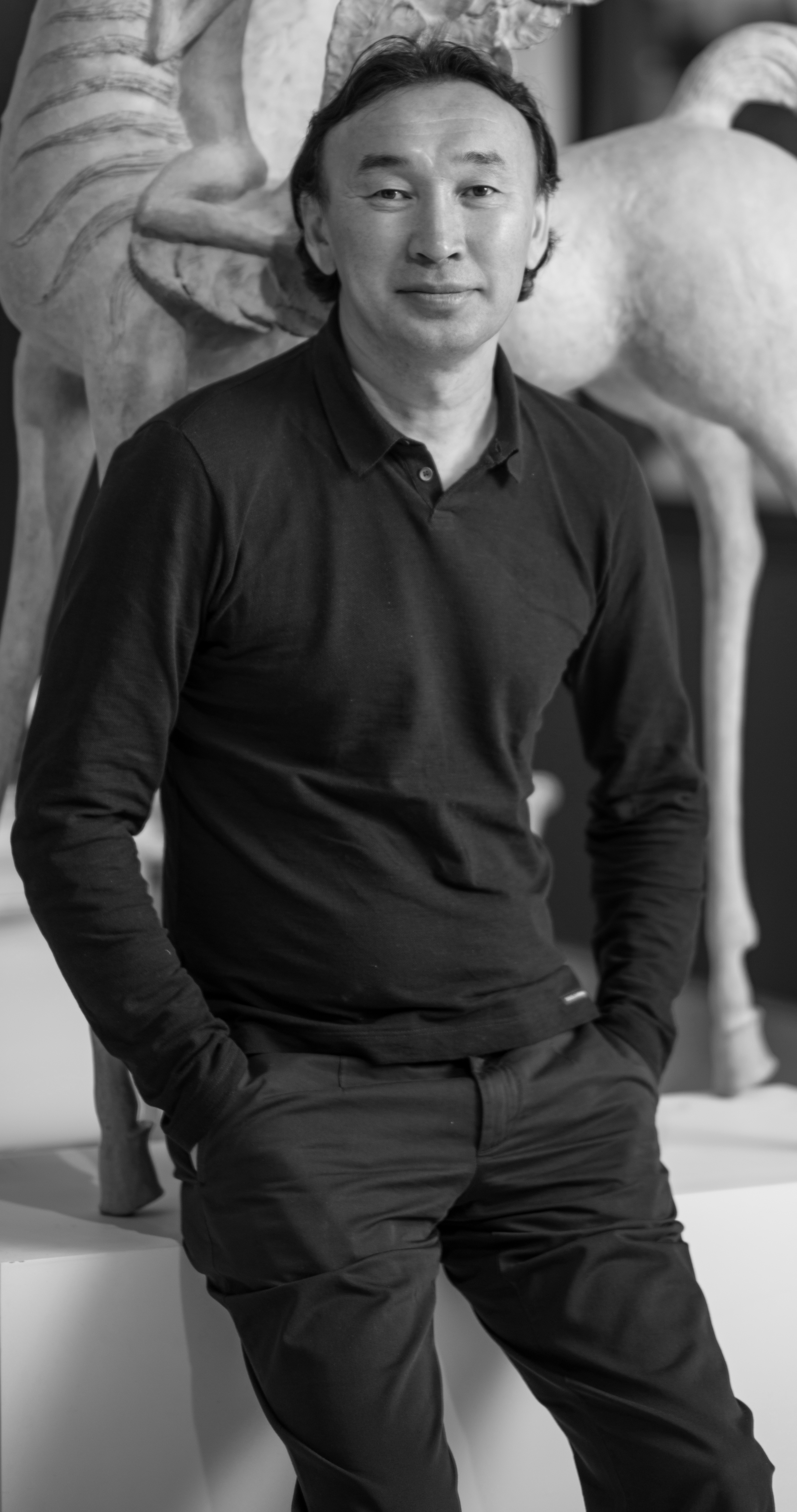
Daschi Namdakow

Daschi Balschanowitsch Namdakow, geboren Daschinima Balschimajewitsch Namdakow, (russisch Даши Бальжанович Намдаков, Geburtsname russisch Дашинима Бальжимаевич Намдаков; * 16. Februar 1967 im Dorf Ukurik, Rajon Chilok) ist ein sowjetisch-russischer Bildhauer burjatischer Herkunft.

## Leben
Namdakow  war das 6. von 8 Kindern des Schmiedemeisters und Künstlers Balschan Namdakow, der buddhistische Thangkas, Skulpturen und Teppiche anfertigte. Die Familie gehörte zum alten Schmiede-Clan Dacharte, dem allein das Hantieren mit Feuer erlaubt war. Namdakows burjatischer Vorname Daschinima bedeutet Glückliche Sonne. Er ist wie seine Eltern Buddhist. Bis zum Alter von 7 Jahren lebte er im Haus seiner Vorfahren und sprach kein Russisch. Er absolvierte dann ein Internat, dessen strenge Disziplin zu Depressionen und einer Magenkrankheit führte. Als vier Operationen nicht halfen, wurde er von einer Schamanin geheilt, die seine Erkrankung auf die Trennung von der Natur zurückführte. Er arbeitete dann in der Werkstatt des burjatischen Bildhauers Gennadi Wassiljew in Ulan-Ude.
Namdakow trat in das Moskauer Staatliche Akademische Kunstinstitut des Gedenkens an das Jahr 1905 ein, scheiterte aber am Wettbewerb. Darauf begann er das Studium am Nowosibirsker Bauingenieur-Institut in der Architektur-Fakultät. Er brach das Studium ab und widmete sich der Bildhauerei. Ab 1988 studierte er am Krasnojarsker Staatlichen Kunstinstitut bei Lew Golownizki, der gerade aus Leningrad gekommen war, Juri Ischchanow, A. C. Bojarlin und E. I. Pachomow. Dank der Unterstützung Golownizkis, in dessen Atelier er ungestört sein Diplomprojekt anfertigen konnte, schloss er das Studium vorzeitig ab.
1992 kehrte Namdakow nach Ulan-Ude zurück, um dort zu leben und zu arbeiten. Er eröffnete eine kleine Goldschmiede-Werkstatt und stellte kleine Bronze-Skulpturen her, die den Funden aus den alten Kurganen nachempfunden waren. Unterstützt wurde er von seiner Frau, die bei der Sberbank arbeitete. 2000 fand seine erste Einzelausstellung statt.
Werke Namdakows befinden sich in der St. Petersburger Eremitage, im Russischen Ethnographischen Museum in St. Petersburg, im Museum der Kunst der Völker des Ostens in Moskau, im Moskauer Museum für Moderne Kunst und in Museen vieler anderer Länder, darunter das Tibet House US in new York City, das Guangzhou Museum of Art, sowie in Privatsammlungen Wladimir Putins, Mintimer Schaimijews, Juri Luschkows, Roman Abramowitschs und anderen Sammlungen in Deutschland, Frankreich, Belgien, der Schweiz, Finnland, Japan, Taiwan und den USA. Auch Gerhard Schröder, Willie Nelson und Uma Thurman besitzen Arbeiten Namdakows.
Ab 2004 lebte und arbeitete Namdakow in Moskau. 2007 wurde er Künstler des Filmstabs des Films Der Mongole des Filmregisseurs Sergei Bodrow. Für seine Arbeit in diesem Film erhielt er den Nika-Filmpreis 2008 und 2007 den Weißen Elefanten  der Gilde der Kinokundler und -kritiker Russlands. Am 30. Juli 2008 wurde Namdakows Atelier ausgeraubt, wobei nicht nur die Schmuckstücke, sondern auch die Gussformen entwendet wurden. 2009 erhielt er für einen Ausstellungszyklus den Preis der Regierung der Russischen Föderation im Bereich Kultur. 2012–2013 schuf er in Kasan das Familienzentrum Kasan.
Seit 2014 arbeitet Namdakow in London. Im Februar 2019 schuf er in Krasnojarsk neben der Sibirischen Föderalen Universität die Landschaftsskulptur TRANSFORMATION. 2020 gestaltete er das Südtor der Hauptkirche der Streitkräfte Russlands. Im August 2021 eröffnete er mit Unterstützung der Regierung der Region Transbaikalien, des Kulturministeriums der Region Transbaikalien und seiner Art-Stiftung bei seinem Geburtsort Ukurik den Land-Art-Park Tuschi.
Namdakow wurde 2011 zum Korrespondierenden Mitglied und 2020 zum Vollmitglied der Russischen Akademie der Künste gewählt.

## Ehrungen
- Volkskünstler der Republik Burjatien (2017)[1]
- Verdienter Künstler der Russischen Föderation (1920)[1]

## Werke (Auswahl)

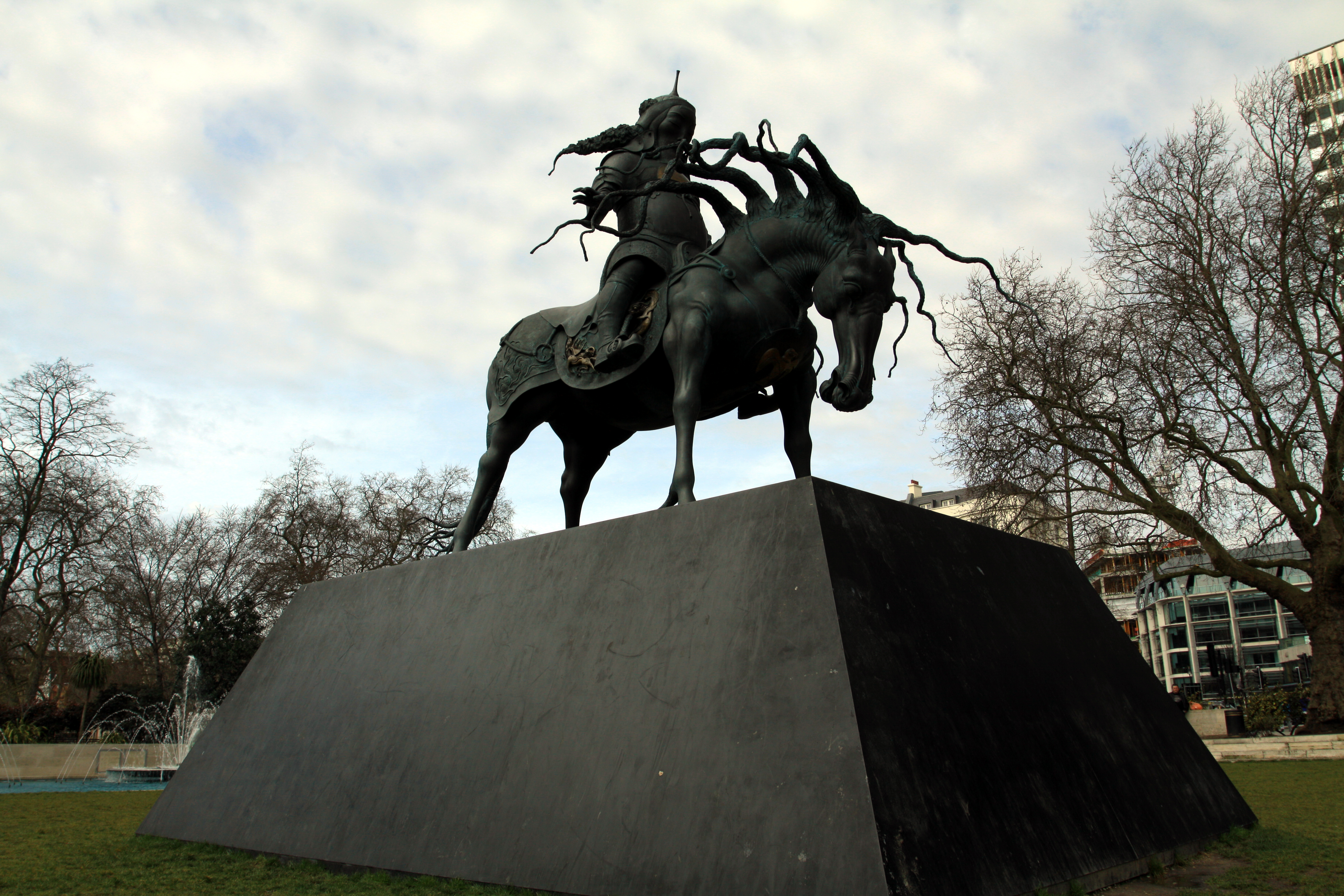
Dschingis-Khan-Denkmal (2012) nahe dem Marble Arch, London
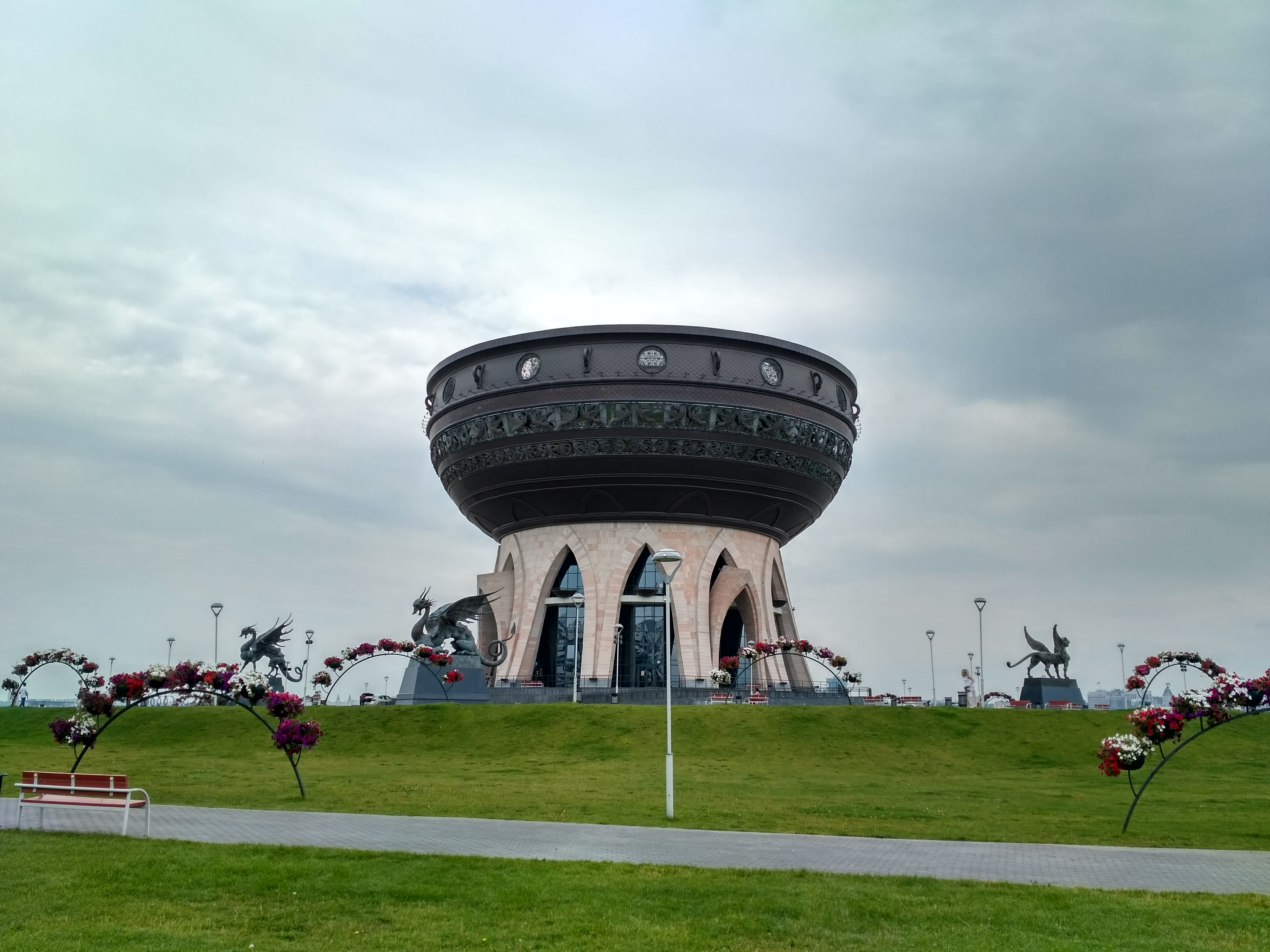
Familienzentrum Kasan (2013)
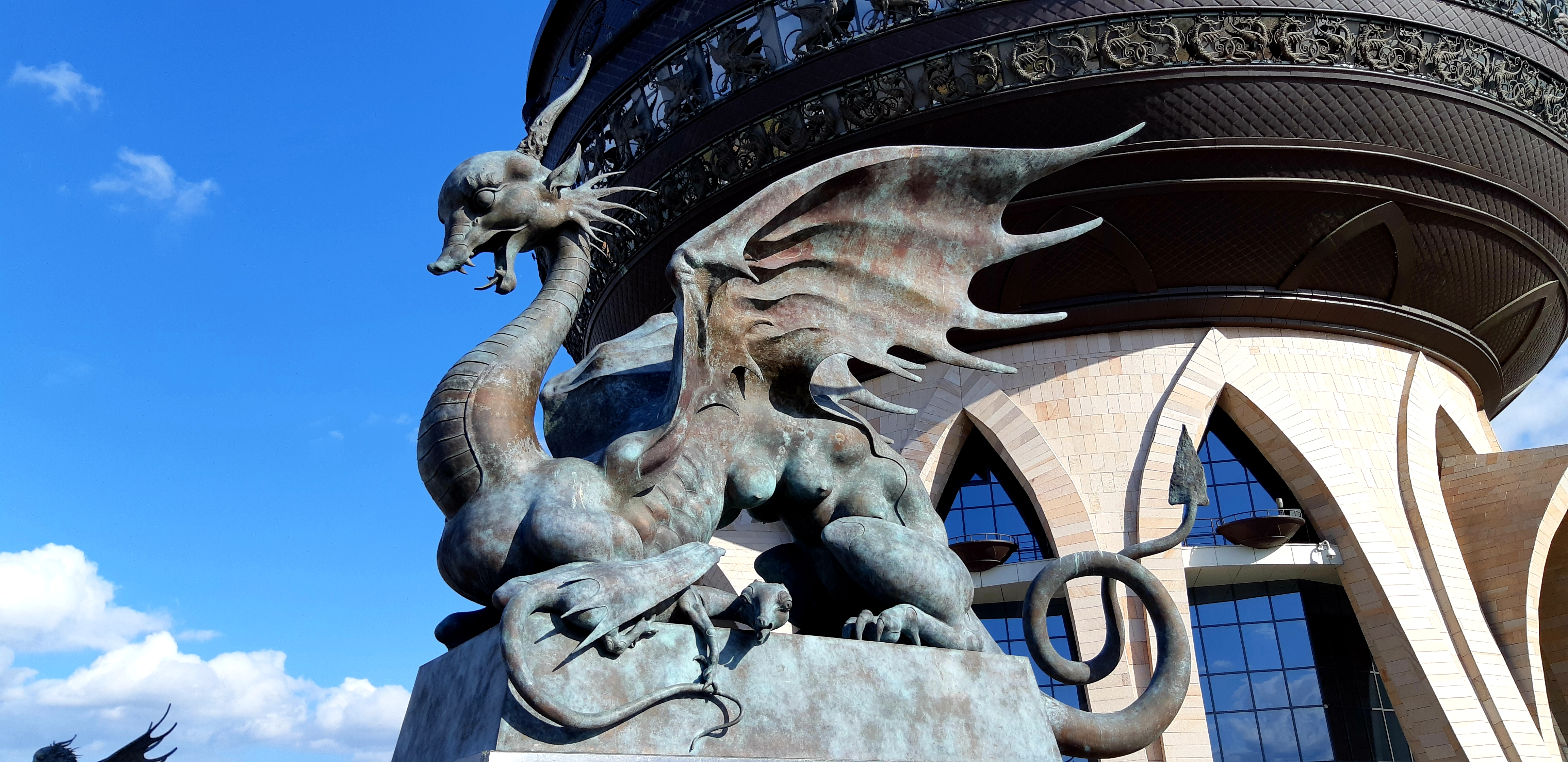
Familienzentrum Kasan
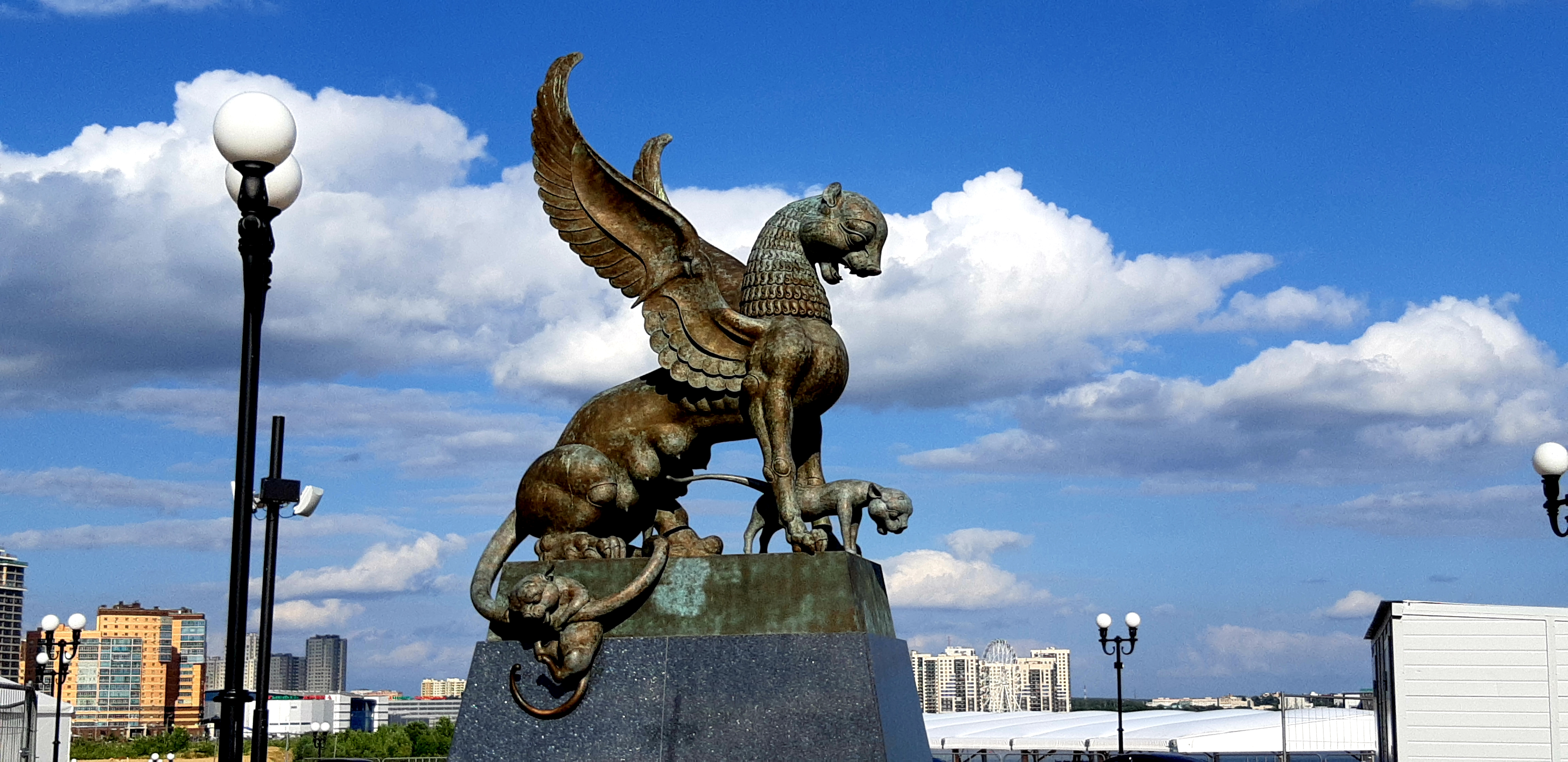
Familienzentrum Kasan
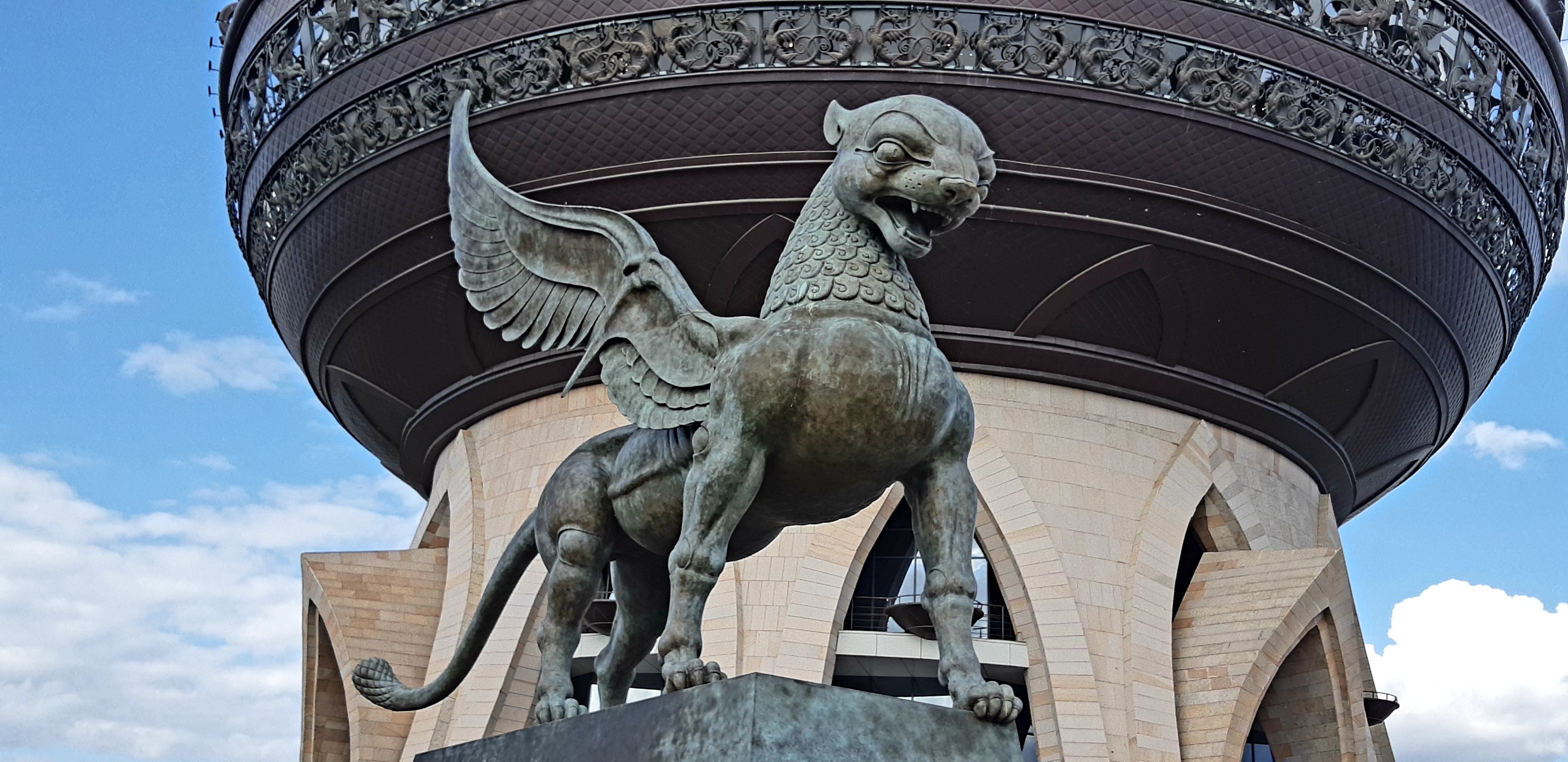
Familienzentrum Kasan
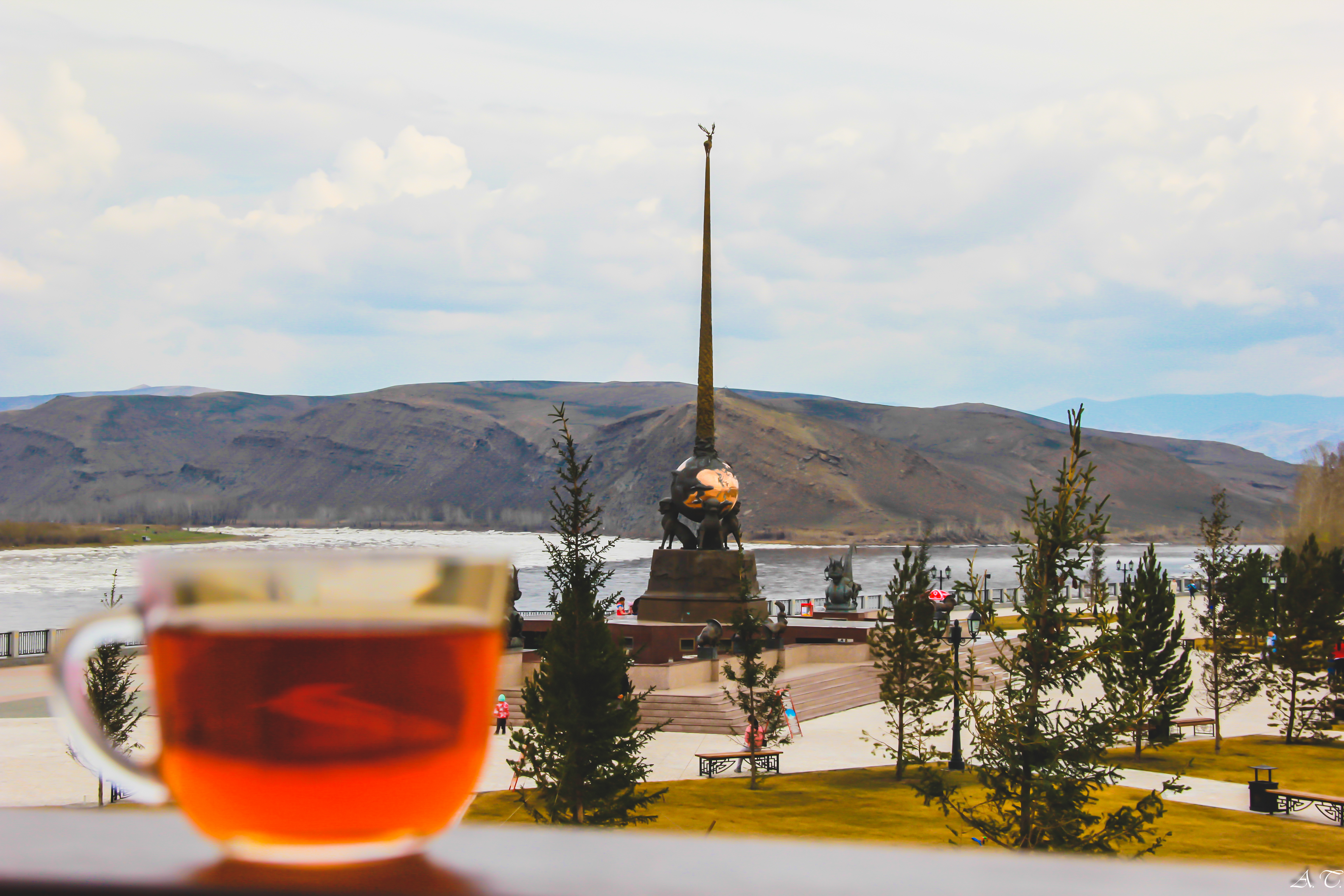
Zentrum Asiens (2014), Kysyl